# Rumex
Rumex L., 1753 è un genere di piante erbacee, per lo più perenni, della famiglia delle Poligonacee.

## Descrizione
Il genere Rumex comprende piante generalmente perenni, a portamento cespitoso con fusti erbacei ma tendenti a lignificare, glabre, alte fino ad oltre 60 cm. Le foglie hanno lamina oblungo-lanceolata, acuminata all'apice, talvolta astata, con margine più o meno increspato.
I fiori sono riuniti in pannocchie terminali e sono ermafroditi. Il perigonio è formato da 6 tepali ovali, con i tre esterni erbacei. L'androceo è composto da 6 stami, opposti a coppie ai tepali esterni. Il gineceo è composto da un ovario supero, monovulare, sormontato da tre stili filiformi e liberi terminanti con stimmi multifidi.
Il frutto è un achenio, di forma trigonale, rivestito dai sepali interni. Fiorisce tra aprile e giugno, secondo la latitudine.

## Distribuzione e habitat
Il genere ha una distribuzione cosmopolita.
È diffuso in tutta l'Italia e si rinviene comunemente lungo le strade, nei luoghi incolti e nei prati umidi ed acquitrinosi, talvolta anche come infestante nei terreni coltivati. Vegeta sia in zone pianeggianti che montane.

## Tassonomia
Il genere comprende circa 200 specie:
- Rumex abyssinicus Jacq.
- Rumex acetosa L.
- Rumex acetosella L.
- Rumex aegyptiacus L.
- Rumex aeroplaniformis Eig
- Rumex albescens Hillebr.
- Rumex algeriensis Barratte & Murb.
- Rumex alpinus L.
- Rumex altissimus Alph.Wood
- Rumex alveolatus Losinsk.
- Rumex amanus Rech.f.
- Rumex amurensis F.Schmidt ex Maxim.
- Rumex andinus Rech.f.
- Rumex angulatus Rech.f.
- Rumex angustifolius Campd.
- Rumex aquaticiformis Rech.f.
- Rumex aquaticus L.
- Rumex aquitanicus Rech.f.
- Rumex arcticus Trautv.
- Rumex arcuatoramosus Rech.f.
- Rumex argentinus Rech.f.
- Rumex arifolius All.
- Rumex aristidis Coss.
- Rumex armenus K.Koch
- Rumex atlanticus Coss. ex Batt.
- Rumex aureostigmatica Kom.
- Rumex azoricus Rech.f.
- Rumex balcanicus Rech.f.
- Rumex beringensis Jurtzev & V.V.Petrovsky
- Rumex bidens R.Br.
- Rumex bipinnatus L.f.
- Rumex bithynicus Rech.f.
- Rumex brachypodus Rech.f.
- Rumex brasiliensis Link
- Rumex britannica L.
- Rumex brownii Campd.
- Rumex bryhnii Snogerup
- Rumex bucephalophorus L.
- Rumex californicus Rech.f.
- Rumex caucasicus Rech.f.
- Rumex chalepensis Mill.
- Rumex chrysocarpos Moris
- Rumex confertus Willd.
- Rumex conglomeratus Murray
- Rumex cordatus Poir.
- Rumex costaricensis Rech.f.
- Rumex crassus Rech.f.
- Rumex crispellus Rech.f.
- Rumex crispissimus Kuntze
- Rumex crispus L.
- Rumex cristatus DC.
- Rumex crystallinus Lange
- Rumex cuneifolius Campd.
- Rumex cyprius Murb.
- Rumex darwinianus Rech.f.
- Rumex densiflorus Osterh.
- Rumex dentatus L.
- Rumex dregeanus Meisn.
- Rumex drummondii Meisn.
- Rumex dumosus A.Cunn. ex Meisn.
- Rumex elbrusensis Boiss.
- Rumex ellipticus Greene
- Rumex ephedroides Bornm.
- Rumex evenkiensis Elis.
- Rumex fascicularis Small
- Rumex fischeri Rchb.
- Rumex flexicaulis Rech.f.
- Rumex flexuosus Sol. ex G.Forst.
- Rumex floridanus Meisn.
- Rumex frutescens Thouars
- Rumex fueginus Phil.
- Rumex gangotrianus Aswal & S.K.Srivast.
- Rumex garipensis Meisn.
- Rumex giganteus W.T.Aiton
- Rumex ginii Jahandiez & Maire
- Rumex gmelinii Turcz. ex Ledeb.
- Rumex gracilescens Rech.f.
- Rumex graminifolius Georgi ex Lamb.
- Rumex hastatulus Baldwin
- Rumex hastatus D.Don
- Rumex hesperius Greene
- Rumex hultenii Tzvelev
- Rumex hydrolapathum Huds.
- Rumex hymenosepalus Torr.
- Rumex hypogaeus T.M.Schust. & Reveal
- Rumex inconspicuus Rech.f.
- Rumex induratus Boiss. & Reut.
- Rumex intermedius DC.
- Rumex jacutensis Kom.
- Rumex japonicus Houtt.
- Rumex kandavanicus (Rech.f.) Rech.f.
- Rumex kerneri Borbás
- Rumex komarovii Schischk. & Serg.
- Rumex krausei Jurtzev & V.V.Petrovsky
- Rumex lacustris Greene
- Rumex lanceolatus Thunb.
- Rumex lapponicus (Hiitonen) Czernov
- Rumex lativalvis Meisn.
- Rumex leptocaulis Brandbyge & Rech.f.
- Rumex limoniastrum Jaub. & Spach
- Rumex longifolius DC.
- Rumex lorentzianus Lindau
- Rumex lunaria L.
- Rumex madaio Makino
- Rumex maderensis Lowe
- Rumex magellanicus Campd.
- Rumex maricola J.Rémy
- Rumex maritimus L.
- Rumex marschallianus Rchb.
- Rumex mexicanus Meisn.
- Rumex microcarpus Campd.
- Rumex nebroides Campd.
- Rumex neglectus Kirk
- Rumex nematopodus Rech.f.
- Rumex nepalensis Spreng.
- Rumex nervosus Vahl
- Rumex nivalis Hegetschw.
- Rumex oblongifolius Tolm.
- Rumex obovatus Danser
- Rumex obtusifolius L.
- Rumex occidentalis S.Watson
- Rumex occultans Sam.
- Rumex olympicus Boiss.
- Rumex orbiculatus A.Gray
- Rumex orthoneurus Rech.f.
- Rumex pallidus Bigelow
- Rumex palustris Sm.
- Rumex papilio Coss. & Balansa
- Rumex papillaris Boiss. & Reut.
- Rumex paraguayensis D.Parodi
- Rumex patagonicus Rech.f.
- Rumex patientia L.
- Rumex paucifolius Nutt.
- Rumex paulsenianus Rech.f.
- Rumex persicarioides L.
- Rumex peruanus Rech.f.
- Rumex pictus Forssk.
- Rumex polycarpus Rech.f.
- Rumex ponticus E.H.L.Krause
- Rumex popovii Pachom.
- Rumex praecox Rydb.
- Rumex pseudonatronatus (Borbás) Murb.
- Rumex pseudoxyria (Tolm.) Khokhr.
- Rumex pulcher L.
- Rumex punjabensis K.M.Vaid & H.B.Naithani
- Rumex pycnanthus Rech.f.
- Rumex rectinervius Rech.f.
- Rumex rhodesius Rech.f.
- Rumex romassa J.Rémy
- Rumex roseus L.
- Rumex rossicus Murb.
- Rumex rugosus Campd.
- Rumex rupestris Le Gall
- Rumex ruwenzoriensis Chiov.
- Rumex sagittatus Thunb.
- Rumex salicifolius Weinm.
- Rumex sanguineus L.
- Rumex scutatus L.
- Rumex sellowianus Rech.f.
- Rumex sibiricus Hultén
- Rumex similans Rech.f.
- Rumex simpliciflorus Murb.
- Rumex skottsbergii O.Deg. & I.Deg.
- Rumex songaricus Fisch. & C.A.Mey.
- Rumex spathulatus Thunb.
- Rumex spinosus L.
- Rumex spiralis Small
- Rumex stenoglottis Rech.f.
- Rumex stenophyllus Ledeb.
- Rumex subarcticus Lepage
- Rumex suffruticosus J.Gay ex Meisn.
- Rumex tenax Rech.f.
- Rumex thjanschanicus Losinsk.
- Rumex thyrsiflorus Fingerh.
- Rumex thyrsoides Desf.
- Rumex tmoleus Boiss.
- Rumex tolimensis Wedd.
- Rumex transitorius Rech.f.
- Rumex triangulivalvis (Danser) Rech.f.
- Rumex trisetifer Stokes
- Rumex tuberosus L.
- Rumex tunetanus Barratte & Murb.
- Rumex ucranicus Fisch. ex Spreng.
- Rumex ujskensis Rech.f.
- Rumex uruguayensis Rech.f.
- Rumex usambarensis (Engl.) Dammer
- Rumex utahensis Rech.f.
- Rumex venosus Pursh
- Rumex verticillatus L.
- Rumex vesicarius L.
- Rumex violascens Rech.f.
- Rumex woodii N.E.Br.
- Rumex yungningensis Sam.

## Farmacopea
Il lapazio è annoverato fra le piante officinali. È ricco di ossalato di potassio, acido crisofanico o rumicina e ferro combinato in forma organica. Il tempo balsamico è il mese di settembre.